# Pedro Amorim (futebolista)
Pedro Amorim Duarte ou simplesmente Pedro Amorim, (Senhor do Bonfim, 13 de outubro de 1919 — Rio de Janeiro, 25 de setembro de 1989), foi um futebolista brasileiro que atuou como atacante.
Começou no Bahia, clube pelo qual marcou 55 gols, tendo sido emprestado durante algum tempo para o Botafogo-BA.
Mudando-se para o Rio de Janeiro, onde estudaria Medicina, filiou-se ao Fluminense, onde seguiu carreira antes de abandonar o futebol para se dedicar a Medicina Social em seu estado natal.

## Carreira
Pedro Amorim foi campeão baiano de 1938, atuando pelo Bahia.
Posteriormente, disputou 210 partidas pelo time principal do Fluminense e marcou 81 gols, entre 1939 e 1947.
Quando começou a se firmar no time do Flu, Pedro Amorim sofreu uma grave contusão em jogo contra o Madureira, que o afastou dos gramados. No final de 1941, Pedro Amorim retornou ao time do Fluminense e foi convocado pela primeira vez para defender a Seleção Brasileira.
Pela Seleção Brasileira disputou 6 partidas, com 3 gols marcados.
Jogando pela Seleção Carioca de Futebol, foi campeão do Campeonato Brasileiro de Seleções Estaduais de 1946.

## Homenagem
No dia 25 de setembro de 1989, Pedro Amorim faleceu e posteriormente foi homenageado, virando nome de estádio de sua cidade natal, Senhor do Bonfim (BA).

## Títulos
Bahia
- Campeonato Baiano: 1938

Fluminense
- Campeonato Carioca: 1940, 1941 e 1946.
- Torneio Extra de 1941
- Torneio Início: 1940, 1941 e 1943

Seleção Carioca de Futebol
- Campeonato Brasileiro de Seleções Estaduais de 1946